# Mariano Andújar
Mariano Gonzalo Andújar (født 30. juli 1983) er en argentinsk fodboldspiller, der spiller for Estudiantes som målmand. Han har tidligere spillet i Italien for Napoli og Catania. 

## Landshold
Andújar står (per marts 2018) noteret for 11 landskampe for Argentina. Han repræsenterede landet ved både VM i 2010 og VM i 2014.